# ゲイリー・ベーコン
ゲイリー・ベーコン（英語: Gary Beacom、 1960年2月23日 - ）は、カナダ、カルガリー出身の男性フィギュアスケート選手（男子シングル）。1984年サラエボオリンピックカナダ代表
東京都港区在住。夏季はドイツ、オーベストドルフに拠点を持つ。

## 経歴
現在、国際スケート連盟主催のISU世界アダルトフィギュアスケートオーベストドルフ大会やバンクーバー大会、世界コンパルソリーフィギュアスケート選手権大会などに出場している。故レオナルドコーエン作曲のI'm Your Manアイスショーツアーも主催している。選手活動やプロスケーター活動を継続するため、北米ではトロント・モントリオールの各スケートリンク、ヨーロッパではドイツオーベストドルフのスケートリンク、日本では東京カナディアンスケートクラブを拠点として継続的にフィギュアスケートのトレーニング・指導者育成・アイスショー活動をしている。

### ブレードマスターセミナー
世界各地で、スケート連盟、スケートクラブから招致され開催している。近年はスキーやホッケーチーム、その他のスポーツ種目の基礎トレーニングとして、スケートを使ったブレードマスターセミナーが活用されている。 
日本でのフィギュアスケート向け活動は2014年より、ゲイリービーコムブレードマスターセミナーを岡山国際アイススケートリンク、邦和アイススケートリンク、アクアリンク千葉、明治神宮外苑スケートリンク、上尾アイスアリーナ、サンピア倉敷スケートリンク、サンピア敦賀アイスアリーナ、新潟アサヒアレックスアイスアリーナ、ダイドードリンコ東伏見アイススケートリンク、日光スケートリンク、守口ビバアイスアリーナなどで開催している。

#### 研磨コンサルテーションと高品質なブレード研磨
1980年代から、自身のスケート技術を改善するためにIncredable Edges社から指導を受け、自ら、スケート靴のブレードを研磨をしていた。 その後、プロ選手やトップアマチュア選手から依頼され、多くのスケーターの研磨を40年以上してきた。プロスケーターが自分自身でスケート研磨をしているというケースは殆どない。最近は、南アフリカ、中国、フィンランドなどからスケート研磨指導を依頼され研磨指導・コンサルティングを行っている。

### スケート用具開発
2015年からスポーツインソールメーカーにて、フィギュアスケートインソールの開発、フィギュアスケート選手のためのフットアライメントトレーニングメニューの開発、海外拠点設立活動を現在行っている。
スケート指導方法、Eラーニング教材の開発
プロスケーターとして自分自身で検証をし続けてきた基礎スケーティングやブレードコントロール方法、ジャンプのメカニズム、ジャンプやスピンなどフィギュアスケート特有な回転の発生のさせ方などを、物理学的に解説し、初心者からオリンピック選手や指導者が遠隔で学べる教材の開発を行っている。

### アマチュア選手育成サポート・振付師
2015年カナダ選手権優勝した、アレーヌ・シャルトラン、2016年全日本ジュニアフイギュアスケート選手権大会で2位に入賞した島田高志郎の指導サポートなど。2015−16年シーズンはアリオナ・サフチェンコ/ブリュノ・マッソ組の基本スケーティング指導も担う。
2016年世界選手権ペア銅メダルのサフチェンコ・マッソ組のゲイリーによる振付作品は、他の振付け師とは全くレベルの違う高度なブレードの動きとブレードによる音楽表現を取り入れた。

### プロスケーター活動
1980年ー現在　チャンピオンズオンアイスツアー、スターズオンアイスツアー、トロヴィル＆ディーンツアー、ボイタノ＆ヴィットツアー、プロシェンコツアーなど世界中プロスケートアイスショーで公演
1989年　世界プロフェッショナル・フィギュアスケート選手権大会　優勝

## 主な戦績
|                    | 1979 | 1980 | 1981 | 1982 | 1983 | 1984 | 1985 |
| ------------------ | ---- | ---- | ---- | ---- | ---- | ---- | ---- |
| オリンピック       |      |      |      |      |      |      |      |
| 世界選手権         |      |      |      |      | 13   | 10   |      |
| カナダ選手権       |      | 3    |      |      | 2    | 2    |      |
| スケートカナダ     |      |      | 9    |      |      |      | 7    |
| スケートアメリカ   |      |      |      | 6    |      |      |      |
| モスクワ国際       |      |      |      |      |      | 2    |      |
| ネーベルホルン杯   | 3    |      |      |      |      |      |      |
| サンジェルヴェ国際 | 3    |      |      |      |      |      |      |